# 海人藻芥
海人藻芥（あまのもくず）は、日本で室町時代に編纂された、鎌倉時代末から室町時代に及ぶ僧俗の有職故実の書である。

## 概要
応永27年（1420年）に成立した。著者は恵命院権僧正宣守という僧である。
若干カタカナの混じった和様漢文で書かれ、後から書き加えた後半は漢字カタカナ文に漢文が混ざったような書き方である。
巻末に「ムサラシキ事書アツメタレパ、此一帖ヲ海人ノ藻芥ト名付ベシ」と書名の由来を記している。
前半の最後に「依相承院命任筆之、努々不可有外見者也云々」（意訳：「相承院の命に依って筆に任せて之を書きます。決して外に見せてはならないということでした」）とある。ただしそれはこの書全体のことか、その直前の部分のことかは不明である。
内容は、僧中から俗中に遣る書札礼、僧俗の官職・職掌の用語、装束・調度・車輿・坐作進退の故実、飲食・器具の扱いの先例、女房の次第などを集録する。
「畳之事」や、「居所ノ事」は日本建築史、特に寝殿造や中世上層住宅史の世界でよく参照される。後者は「大臣家」「名家以下月卿雲客の亭」に分けて許される造作、建物の構成など邸第の有職故実が記されている。
写本3冊のほかに江戸時代の元禄7年（1694年）の版本がある。『群書類従』巻492（雑部47）に所収。